# MOXIE
MOXIE — це експеримент по створенню технології, яка буде виробляти кисень на Марсі in situ, тобто із тамтешньої атмосфери, яка складається із вуглекислого газу (CO2). Це відбуватиметься за допомогою електролізу твердого оксиду.
Модель MOXIE (1 % від реального розміру) встановлено на ровер Марс 2020. Головний розробник приладу Moxie Майкл Хехт, він також є помічником директора з управління досліджень в обсерваторії Haystack, Массачусетського технологічного інституту.
20 квітня 2021 року за допомогою приладу MOXIE вперше в історії вдалося отримати кисень з атмосфери Марса. Під час експерименту протягом години роботи було отримано 5,4 грама кисню.